# Powiatul Tczew
Powiat tczewski este o unitate administrativ-teritorială (powiat) din voievodatul Pomerania, în nordul Poloniei. Aceasta a fost înființat pe 1 ianuarie 1999, ca urmare a reformelor guvernamentale poloneze adoptate în 1998. Sediul administrativ este orașul Tczew, care se află la 31 km sud de capitala regională Gdańsk.
Powiatul se întinde pe o suprafață de 697,11 km².

## Demografie
La 1 ianuarie 2013 populația powiatului a fost de 115.975 locuitori.
Date referitoare la populație (31 iunie 2011):
|  | Total  | Total | Femei  | Femei | Bărbați | Bărbați                    |
|  | oameni | %     | oameni | %     | oameni  | % Format:Demografia/raport |

### Evoluție
Powiat tczewski - evoluția demografică

|  | Graficele sunt indisponibile din cauza unor probleme tehnice. Mai multe informații se găsesc la Phabricator și la wiki-ul MediaWiki. |

Date: Recensăminte sau birourile de statistică - grafică realizată de Wikipedia

## Comune

Comunele powiatului tczewski

Powiatul se înparte în 5 comune (gmina), dintre care 1 e urbană, 2 sunt rurbane, iar 3 rurale.
| Stemă                      | Comună             | Tip     | Suprafață (km²) | Populație (2012) | Reședință   |
|                            | Tczew *            | urbană  | 22,38           | 60 769           |             |
|                            | Comuna Pelplin     | rurbană | 141,02          | 16 718           | Pelplin     |
|                            | Comuna Gniew       | rurbană | 194,12          | 16 006           | Gniew       |
|                            | Comuna Tczew       | rurală  | 170,6           | 13 238           | Tczew       |
|                            | Comuna Subkowy     | rurală  | 77,8            | 5 466            | Subkowy     |
|                            | Comuna Morzeszczyn | rurală  | 91,19           | 3 778            | Morzeszczyn |
| * nu face parte din comună |                    |         |                 |                  |             |